# Ицаксиватл
Ицаксиватл (шп. Iztaccíhuatl) је успавани вулкан у централном делу Мексика, на граници мексичких савезних држава Пуебла и Мексико.
Са надморском висином од 5.230 метара трећи је по висини врх у Мексику, после Оризабе (5.636 м) и Попокатепетла (5.426 м).
Име вулкана потиче из језика Наватл и означава белу жену пошто гледајући са истока или запада пут вулкана, планина са своја четири гребена изгледа као жена која спава (4 гребена су глава, груди, колена и стопала).
Ицаксиватл је преко превоја Кортез (на надморској висини од 3.600 м) повезан са вулканом Попокатепетл на југу и део је трансмексичког вулканског појаса. Вулкан је од главног града државе Мексико Ситија удаљен седамдесетак километара из кога је видљив голим оком током већег дела године (за ведрог времена).
Иако је први забележени успон на врх овог вулкана остварен 1889. на основу археолошких истраживања претпоставља се да се то десило знатно раније у доба владавине Астека и других претколумбовских цивилизација на овом простору. На његовом врху налази се појас сталног снега и леда и најнижа је то тачка у Мексику са таквим физичким карактеристикама.
Вулкан се данас налази у границама националног парка Ица-Попо-Цоквапан (Izta-Popo-Zoquiapan).

## Геологија
Вулкан чини низ од неколико конуса поређаних у линији правца север-северозапад-југ-југоисток у јужном делу плеистоцене калдере Љано Гранде. Запремина масива је око 450 км³. У његовој основи леже изливни андезит и дацит нагомилани услед ерупција у плеистоцену и холоцену. У подручју око узвишења Ел Печо постоје појасеви од мешовитог туфа настали након последње велике ерупције пре око 11.000 година. Ерупције Ицаксиватла су престале пре последњег леденог доба, за разлику од његовог сауседа Попокатепетла који је поново активан од 2000. године.

## Надморска висина
Подаци о надморској висини купе се разликују у зависности од методологије којом су вршена мерења висине. Према подацима Глобалног вулканолошког програма Института Смитсонијан из Вашингтона надморска висина Ицаксиватла је 5.230 метара. На основу радарских снимања, те података националног картографског завода Мексика за надморску висину овог венца узимају се вредности између 5.220 и 5.230 метара. Чести се користи и податак о надморској висини од 5.286 м.

## Легенда о Попокатепетлу и Ицаксиватл
Према једној од астечких легенди Ицаксиватл је била принцеза која је била заљубљена у Попокатепетла, ратника њеног оца. Када је цар послао Попокатепетла у рат у Оахаки обећао му је руку своје кћери по повратку из рата. Битка је била тешка и цар је веровао да се млади ратник жив неће вратити из ње, те је Ицаксиватли рекао да је њен вољени погинуо у рату, а млада девојка је убрзо умрла од туге за својим драгим. Када се Попокатепетл вратио из рата и затекао своју драгу мртву, узео је њено тело и сахранио га на једном пропланку изван града Теночтитлана. Богови су принцезину гробницу прекрили снегом и тако је настала планина која је добила име Бела жена односно Ицаксиватл (из језика наватл iztac „бело“ и cihuatl „жена“). Планина заисза својом физиономијом подсећа на жену која лежи на леђима, а њена четири врха симболишу принцезину главу, груди, колена и стопала прекривене снегом. Планину често називају и Успаваном девојком La Mujer Dormida. Заслепљен бесом због губитка вољене особе Попокатепетл је остао крај њеног гроба и постао вулкан који рига ватру. Зато је данас Ицаксиватл угашени а Попокатепетл активни вулкан.
- Детаљ са врха Ицаксиватла
- Поглед на Ицаксиватл и Попокатепетл из Мексико Ситија